# Кубок Лихтенштейна по футболу 2011/2012
Кубок Лихтенштейна 2011/2012 — шестьдесят седьмой сезон ежегодного футбольного соревнования в Лихтенштейне. Победителем турнира стал клуб «Эшен-Маурен», обыгравший в финале «Вадуц» в серии послематчевых пенальти. Победитель кубка квалифицировался в первый квалификационный раунд Лиги Европы УЕФА 2012/2013.

## Первый раунд
Матчи первого раунда прошли 16—17 августа 2011 года.
| Команда         | счёт              | Команда        |
| --------------- | ----------------- | -------------- |
| Руггелль II     | 1:2               | Эшен-Маурен II |
| Эшен-Маурен III | 0:1               | Тризен         |
| Тризенберг II   | 4:0               | Бальцерс III   |
| Вадуц II        | 2:2 (по пен. 6:7) | Тризен II      |

## Второй раунд
Матчи второго раунда состоялись 14 сентября 2011 года
| Команда        | счёт | Команда     |
| -------------- | ---- | ----------- |
| Эшен-Маурен II | 3:2  | Бальцерс II |
| Руггелль       | 1:2  | Шан         |
| Тризен         | 4:2  | Шан Аццурри |
| Тризенберг II  | 0:3  | Тризен II   |

## 1/4 финала
В четвертьфиналах победители второго раунда встретились с полуфиналистами предыдущего розыгрыша кубка: командами «Вадуц», «Эшен-Маурен», «Бальцерс» и «Тризенберг».
| Команда        | счёт | Команда     |
| -------------- | ---- | ----------- |
| Тризен II      | 0:17 | Вадуц       |
| Тризен         | 0:4  | Эшен-Маурен |
| Эшен-Маурен II | 0:2  | Тризенберг  |
| Шан            | 2:4  | Бальцерс    |

## 1/2 финала
Полуфиналы состоялись 9—10 апреля 2012 года.
| Команда     | счёт | Команда    |
| ----------- | ---- | ---------- |
| Эшен-Маурен | 2:1  | Бальцерс   |
| Вадуц       | 3:1  | Тризенберг |

## Финал
| 16 мая 2012 года                          | \| Вадуц \| 2:2 (1:0) д.в., п. 2:4 \| Эшен-Маурен \| \| 41′ (пен.) Черроне · 55′ Сара \| Голы \| 68′ (пен.) Манойлович · 90+4′ Дулунду \| \| Бургмаер · Швеглер · Триподи · Цветинович \| Пенальти \| Штоклаза · Зимма · Дулунду · Манойлович \| | Райнпарк, Вадуц Зрителей: 960 Судья: Крис Райш (Люксембург) |
| Вадуц                                     | 2:2 (1:0) д.в., п. 2:4 | Эшен-Маурен                                                 |
| 41′ (пен.) Черроне · 55′ Сара             | Голы | 68′ (пен.) Манойлович · 90+4′ Дулунду                       |
| Бургмаер · Швеглер · Триподи · Цветинович | Пенальти | Штоклаза · Зимма · Дулунду · Манойлович                     |

| Победитель Кубка Лихтенштейна 2011—2012 |
| --------------------------------------- |
| Эшен-Маурен 5-й титул                   |